# فريج العنود وبورشيد
حي العنود وحي بورشيد عباره عن اثنين من الأحياء المتوسطة في القدم بـمدينة الدمام.
وحي بورشيد هو الأقدم فيهما، حيث كان في السابق عبارة عن مزرعة لرجل اسمه بورشيد ثم تحول شيئا فشيئا إلى حي سكني قرابة عام (1983) وكان المواطنون «الشيعة» الذين نزحوا من الاحساء من أوائل من سكن في هذا الحي.
وقد حاولوا ان يوجدوا لهم مسجدا، فقام أحدهم بالتبرع بقطعة أرض وقام سكان الحي بتسويرها والصلاة فيها، إلا انه تم هدم ونزع ملكية تلك الأرض بحجة انه لم يتم استخراج ترخيص رسمي لبناء مسجد فيها وذلك في عام 1402هـ
وفي نفس العام تم ضم حي بورشيد إلى جاره الأكبر حي الجلوية.. 
ليكون الكل رسميا تحت مسمى حي الجلوية.
وفي تلك الفترة كان مخطط حي العنود في بداية نشأته إذ كان نصفه عبارة عن شاطئ والنصف الآخر لا يزال مغمورا بمياه البحر، فقرر جزء من سكان حي بورشيد واقربائهم القادمين من الاحساء النزوح إليه لقربه من البحر.
ولكنهم هذه المرة تداركوا مافاتهم في المرة السابقة.. فبحثوا عن الأرض المخصصة من قبل البلدية لبناء المسجد الجامع للحي، فقاموا بالفعل باخذ التراخيص اللازمة والشروع في بناء ذلك الجامع.. ثم بدأوا بالصلاة فيه قبل أن يكتمل البناء، ولما انتهى البناء حدثت محاولة من قبل بعض الساكنين في خارج الحي لتبديل امام الجماعة ليكون من أبناء الطائفة السنية.. إلا ان مجلس الوزراء تدخل في هذه المرة وقرر بأن يكون امام الجامع «شيعيا» وفق رغبة واختيار سكان الحي.